# Остојић капела у Суботици
Остојић капела у Суботици се налази на православном гробљу у Дудовој шуми, подигнута 1881. године и представља непокретно културно добро као  споменик културе.
Капела посвећена Велкомученику Светом Георгију, подигнута је средствима Задужбине Јована и Терезије Остојић из Суботице, по пројекту Титуса Мачковића из 1879. године, у којој су сахрањени земни остаци задужбинара. После завршетка грађевинских радова 1881. године, капела је 1882. године снабдевена свим потребним црквеним стварима и освећена на Петровдан 1883. године.
Квадратне је основе, са звоником на прочељу уз задржавање елемената неокласицизма и обновом "српсковизантијског стила" применом елемената као што су - купола, пандантифи, пресечени низ слепих аркада на прочељу, као одредница православног храма. Грађена од чврстог материјала са полукружном апсидом на истоку, портал је степенаст, лучно завршен, а изнад њега је плоча са натписом, централно постављена, која разбија низ слепих аркада у троугаоном пољу. На угловима су наглашени рустично обрађени пиластри са централно постављеном уздужном нишом. На темену забата уздиже се широки пиластар на коме је било звоно. Поткровни зупчасти фриз носи кров на четири воде, а на угловима су четири куполе које почивају на шестоугаоним тамбурима. На врху се налази лантерна са лучним прозорима и куполом од режњева. Куполе носе крстове, а кровиште је прекривено етернит плочама.
У унутрашњости је иконостас, као и једно веће распеће чији дрвени део је рад столарске радионице Ђуле Молнара, а приписује му се и израда свих осталих столарских радова у капели. Иконостас је рађен без стилских обележја, а површина му је рашчлањена у три хоризонтална реда. Иконе је осликао Карољ Сауер, који је већ радио за потребе цркве. Пододбор за изградњу капеле „да би та радња имала стручног надгледања и да би се тако и ваљано извршила”, поверио је надзор Лајошу Шојмошију, наставнику ликовне уметности.